# Dinon de Colophon
Dinon de Colophon est un historien grec du IVe siècle av. J.-C. Il est l'auteur d'une histoire de la Perse achéménide, les Persiques (en grec ancien Περσικά / Persika) qui fait autorité en la matière durant l'Antiquité. Il est le père de Clitarque d'Alexandrie.

## LesPersiques
Natif de la cité ionienne de Colophon, il prend la suite de Ctésias en tant qu'historien grec de la Perse. Comme lui, il remonte à une époque bien antérieure à celle de l'empire perse proprement dit, celle de l'Assyrienne Sémiramis, et relate ensuite l'histoire perse des origines de l'empire avec Cyrus le Grand à l'époque contemporaine. Son récit concurrence puis prolonge celui de Ctésias d'un demi-siècle, au moins jusqu'en 343 (conquête de l'Égypte par Artaxerxès III).
Cette œuvre aujourd'hui perdue ne nous est connue que par bribes, par des citations et allusions d'auteurs postérieurs, avant tout Plutarque et Athénée, et, dans une moindre mesure, Élien, Cornélius Népos ou Diogène Laërce. Elle s'inscrit dans le même esprit que celle de Ctésias : désir de rivaliser avec son prédécesseur, reprise de traditions orientées, prédilection pour les anecdotes piquantes. Il n'est pas toujours facile de faire la part de l'affabulation grecque et de l'inspiration proche-orientale, mais certains recoupements attestent du moins que Dinon a disposé de sources locales. Son récit témoigne d'une attention particulière à la vie de cour, au protocole et aux richesses qui mettent en avant la puissance du Grand Roi.